# Shunt (medisch)
Een shunt is een niet-normale verbinding tussen twee delen van het lichaam waar vloeistof doorheen kan stromen. Deze verbinding is bij gezonde mensen niet aanwezig. De term shunt wordt voor natuurlijke (aangeboren) shunts gebruikt die meestal voor de betreffende persoon een gezondheidsprobleem op kunnen leveren. De term wordt echter ook gebruikt voor door artsen aangebrachte verbindingen die vaak bedoeld zijn om een gezondheidsprobleem op te lossen. 
Shunts die bij mensen niet normaal zijn, kunnen dat bij andere dieren wel zijn.
Een fistel is een opening tussen inwendige organen of naar de buitenwereld, zoals een verbinding tussen de blaas en de buitenwereld of tussen de trachea en de oesofagus.

## Cardiale shunts
Cardiale shunts of hartgaatjes, oftewel niet-normale bloedstromen in het hart, kunnen ervoor zorgen dat het bloed rechtstreeks van de ene helft van het hart naar de andere helft van het hart stroomt. Dit is normaal niet de bedoeling, aangezien de bloedstromen in beide harthelften volledig van elkaar gescheiden horen te zijn. Vanuit het linkerhart wordt bloed richting het lichaam gepompt via de grote bloedsomloop, vanuit het rechterhartgedeelte wordt bloed richting de longen gepompt via de kleine bloedsomloop. Het bloed in een cardiale shunt kan van links-naar-rechts (oftewel van de grote naar de kleine bloedsomloop) of van rechts-naar-links (van de kleine naar de grote bloedsomloop) stromen of zelfs (op verschillende momenten) in beide richtingen. De aanwezigheid van een shunt kan de druk in de linker- of rechterharthelft beïnvloeden, op gunstige, maar meestal op ongunstige wijze.

### Aangeboren
De meest voorkomende aangeboren hartafwijkingen die het shunten van bloed veroorzaken zijn het atriumseptumdefect (ASD) (oftewel een gat tussen de beide boezems), het ventrikelseptumdefect (VSD) (oftewel een gat tussen de beide hartkamers), de openblijvende ductus Botalli (een bloedvat van de aorta naar de longslagader dat voor de geboorte noodzakelijk is, maar na de geboorte moet dichtgaan) en het openblijvende foramen ovale, een gat tussen de beide boezems dat elk ongeboren kind bezit, maar dat na de geboorte snel moet dichtgroeien. Deze afwijkingen kunnen geen of milde klachten geven, of kunnen levensgevaarlijk zijn voor de pasgeborene. Vaak komen bij één baby met een aangeboren hartafwijking meerdere hartafwijkingen tegelijk voor.

### Andere dieren
Bij reptielen als schildpadden, hagedissen, slangen en Lepidosauria zijn de boezems wel volledig gescheiden, maar heeft het kamertussenschot een hartgaatje waarmee de rechterzijde van zuurstof wordt voorzien. Hierdoor is het hart niet volledig gescheiden, maar door de manier van samentrekken worden het zuurstofrijke en zuurstofarme bloed niet volledig gemengd.

### Verworven

#### Biologische materialen
Bij sommige gecombineerde hartafwijkingen kan het voor de pasgeborene juist nuttig of zelfs levensreddend zijn om een cardiale shunt te hebben of te veroorzaken. Medicatie of een medische ingreep kunnen zorgen voor het ontstaan of blijven bestaan van een cardiale shunt.

#### Mechanisch
Mechanische shunts worden in sommige gevallen bij aangeboren hartafwijkingen gebruikt om de bloedstromen en/of de bloeddruk te kunnen beïnvloeden. Een voorbeeld is de moderne versie van de shunt van Blalock-Taussig.

## Cerebrale shunt
Door een aantal oorzaken kan er in de hersenen te veel hersenvocht aangemaakt worden. Dit heet dan hydrocefalus ofwel een waterhoofd. Vaak wordt dit ontdekt bij baby's, maar soms kan het ook op hogere leeftijd ontstaan. De klachten kunnen zijn: lusteloosheid, hoofdpijnen, snel geïrriteerd zijn, overgevoelig zijn voor licht en/of geluid, misselijkheid en braken, duizeligheid, en soms zelfs epileptische aanvallen. Bij jonge baby's kan een hydrocefalus zich ook uiten in het zeer snel groeien van de nog niet verbeende schedel.
Bij een hydrocefalus kan een shunt aangelegd worden om het teveel aan hersenvocht te laten afvloeien uit de hersenen. Het bestaat uit een lange buis, met een drukventiel of eenrichtingsventiel waardoorheen het hersenvocht weg kan stromen wanneer de druk te groot is. Bij een dergelijke shunt komt het teveel aan hersenvocht meestal via de shunt terecht in het bloed of in de buikholte, waar het geen kwaad kan en snel opgenomen wordt. 
Hoewel een dergelijke shunt of drain meestal goed werkt, kunnen er soms problemen ontstaan wanneer hij verstopt raakt, of wanneer het kind verder groeit. De oorspronkelijke symptomen keren dan terug, reden waarom ouders, familieleden en de patiënt zelf alert moeten blijven hierop. Een nieuwe shunt verhelpt meestal de ontstane problemen.

## Pulmonaire shunt
Een pulmonaire shunt is de situatie waarin in een bepaald deel van de longen wel voldoende bloedtoevoer is, maar niet voldoende aanvoer van zuurstof en afvoer van koolstofdioxide. Normaal gesproken zorgen de longen voor de gaswisseling, de aanvoer van zuurstof en afvoer van koolstofdioxide. In de gebieden waar een pulmonaire shunt plaatsvindt, lukt dat niet en zal het bloed dus weinig zuurstof en een overschot aan koolstofdioxide blijven houden.
Een pulmonaire shunt is een rechts-linksshunt. Een rechts-linksshunt of veneuze bijmenging ontstaat wanneer bloed van de kleine circulatie niet in contact komt met de alveolaire lucht en dus ongewijzigd vanuit de rechterventrikel in de linkerboezem aankomt. Abnormale anatomische shunts zijn: pulmonaire hemangiomen en arterioveneuze aneurysmata.
Een rechts-linksshunt leidt altijd tot hypoxemie, een zuurstoftekort in het bloed. Om met enige zekerheid een rechts-linksshunt te kunnen onderscheiden van een ventilatie/perfusiestoornis, of ook van een zwaar defect van het alveolaircapilairgastransfer, laat men een patiënt 100% zuurstof ademen gedurende 20 minuten.

## Portosystemische shunt
Een portosystemische shunt of levershunt is een bypass van de lever voor de lichaamscirculatie. Normaal gesproken keert het bloed uit het onderste deel van het lichaam via de lever terug naar het hart (waarbij de lever onder andere het bloed kan ontgiften en waardevolle voedingsstoffen kan opnemen en bewerken). De shunt wordt veelal veroorzaakt door een patente ductus venosus, een embryonaal vat wat hoort te sluiten kort na de geboorte.
Een levershunt kan aangeboren of verworven zijn. Spontane levershunts in mensen zijn zeldzaam (bij honden en katten komt het veel vaker voor). Artsen kunnen een portosystemische shunt in een mens opzettelijk creëren, wanneer de lever ernstig aangetast is (bijvoorbeeld door cirrose) en het bloed er heel moeizaam doorheen kan vloeien. Een shunt zorgt er dan voor, dat het bloed rechtstreeks terug kan vloeien naar het hart, en voorkomt daarmee, dat de druk in het bloedvat en in de lever levensgevaarlijk hoog wordt.

## Shunt bij dialysepatiënten
Zie Shunt (dialyse)